# Encinasola
Encinasola – gmina w Hiszpanii, w prowincji Huelva, w Andaluzji, o powierzchni 177,76 km². W 2011 roku gmina liczyła 1481 mieszkańców.